# アンジェロ州立大学

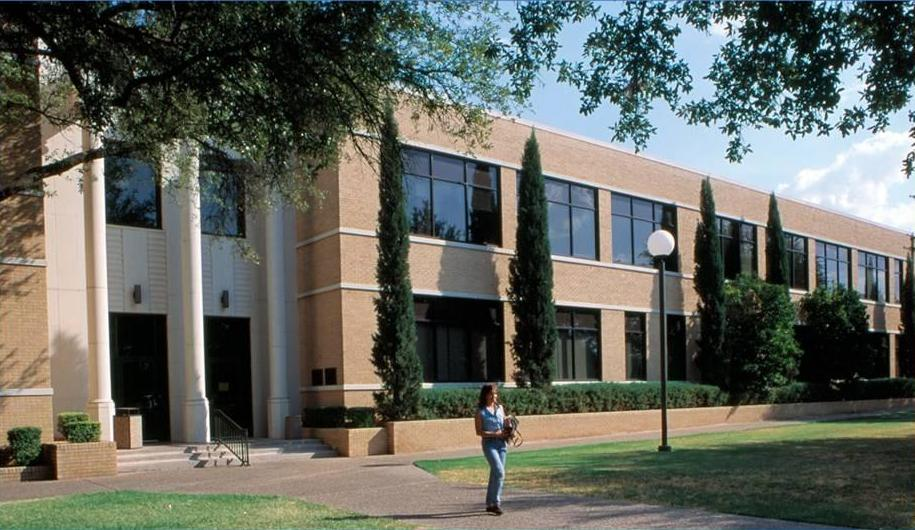
Hardeman Building

アンジェロ州立大学（アンジェロしゅうりつだいがく、英: Angelo State University、略称: ASU）は、アメリカ合衆国テキサス州のサンアンジェロにある州立大学。テキサス工科大学システムに含まれる。
キャンパスは、州都オースティンから車で約3時間半の場所に位置する。図書館は24時間オープンで、キャンパス内にプラネタリウムがある。特に、アメリカ国内（3,000校以上）の大学で、学生1人当たりの寄付金で85位にランク（2015年）しており、学生への豊富な奨学金や学術支援制度が充実している。

## 歴史
1928年にサンアンジェロカレッジ(San Angelo College)として創立された。1965年にアンジェロ州立カレッジ(Angelo State College)に改称し、1969年に現在のアンジェロ州立大学(Angelo State University)の名称となる。1975年に南西テキサス州立大学（現：テキサス州立大学サンマルコス校）が率いるテキサス州立大学システムのメンバー校に一旦加入するも、2007年にテキサス工科大学を中心とするテキサス工科大学システムのメンバー校へ変更した。

## 学部
- 教育学部
- 保健福祉学部
- 理工学部
- ビジネス学部
- 人文芸術学部

学生数は約11,000人（学部生・大学院生含む）であり、5学部と1つの大学院カレッジ（修士課程16コース）を有する。

## 日本の学生交流協定校
- 大阪工業大学